# Lettgallen (Volk)

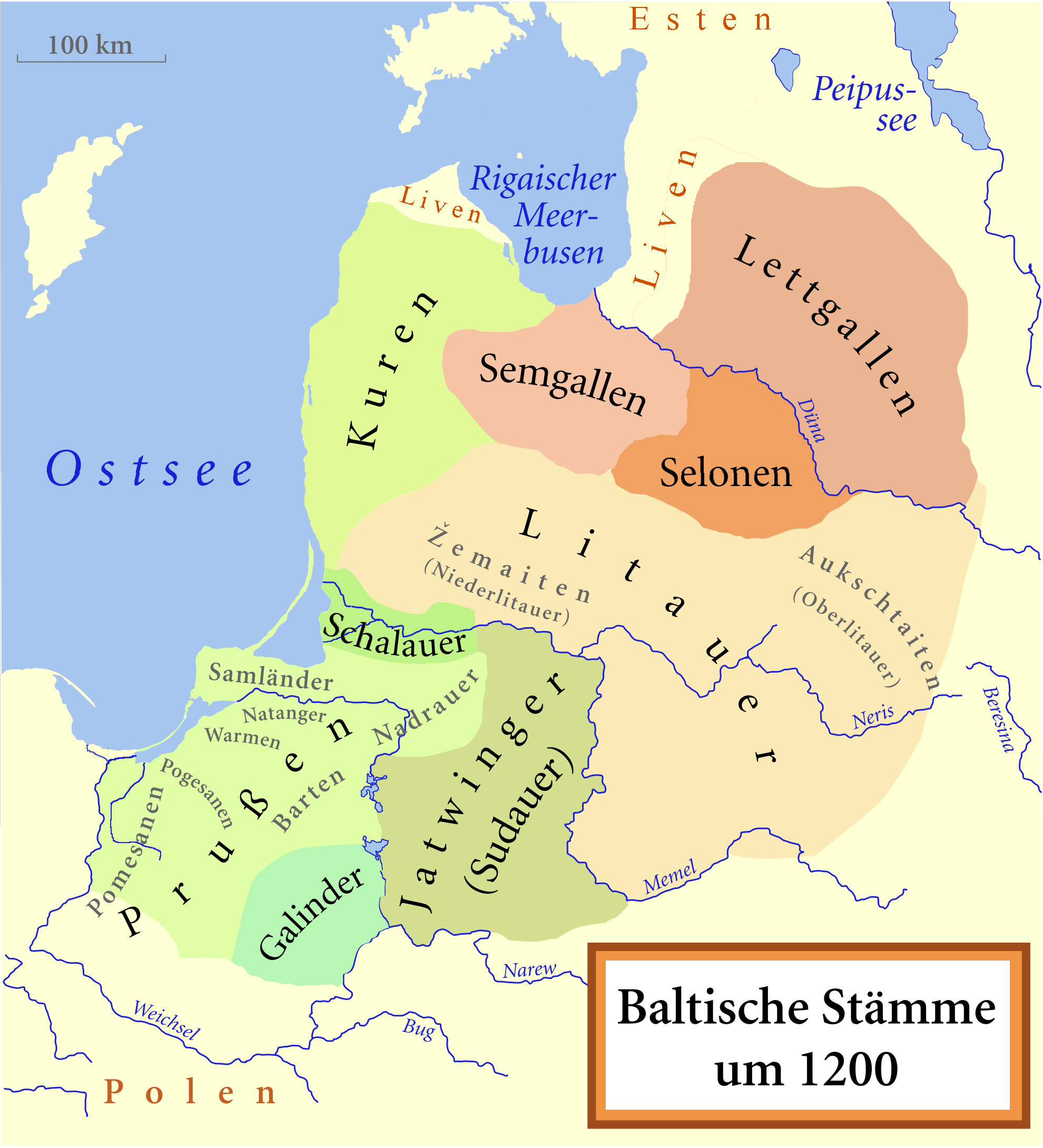
Lettgallen unter den Baltischen Stämmen um 1200

Der Begriff Lettgallen als Volksbezeichnung kann sich auf die Bewohner der Region Lettgallen (lettisch: Latgale) im östlichen Lettland im Allgemeinen, auf die ethnisch lettischen Bewohner dieser Region im Besonderen, im engsten Sinn auch nur auf die lettgallisch sprechenden Personen beziehen, oder aber den alten baltischen Volksstamm bezeichnen.
Im Lettischen bezeichnet latgalieši (lettgallisch: latgalīši) die ethnischen Letten aus Lettgallen, während latgaļi (lettgallisch: latgali) den Stamm bezeichnet. Die Begriffe werden jedoch im umgangssprachlichen Lettisch durcheinandergebracht und einige lettgallische Nationalisten plädieren für die Verwendung des Begriffs latgaļi, um die heute lettgallisch Sprechenden als eigenständiges Volk oder kulturelle Gruppe zu unterscheiden.

## Die alten Lettgallen

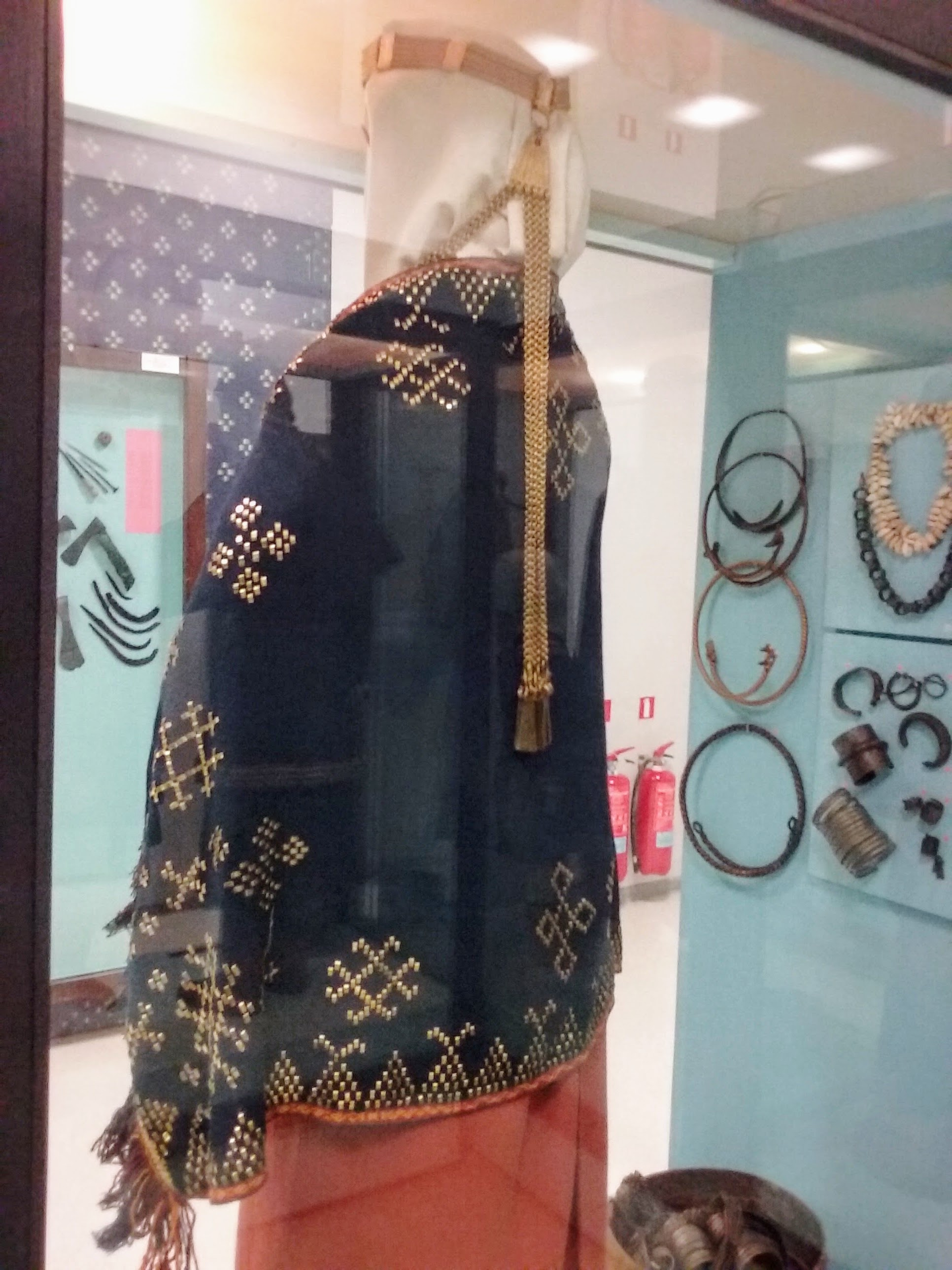
Schmuck und rekonstruierte Kleidung einer lettgallischen Adligen aus dem 12. Jahrhundert im Lettischen Nationalmuseum Riga

Die alten Lettgallen lebten in den zentralen und östlichen Teilen Lettlands, in der Region Livland (lettisch: Vidzeme) und Lettgallen (lettisch: Latgale). Politische Teilungen führten dazu, dass sich Livland und Lettgallen von 1562 bis 1917 unterschiedlich entwickelten.

## Die modernen Lettgallen
Während der ersten Unabhängigkeit Lettlands von 1918 bis 1940 war Lettgallen das einzige Gebiet Lettlands, in dem es starke regionale Parteien gab. Die Idee einer politischen Autonomie Lettgallens war populär, wurde aber nie erreicht. Obwohl lettische Regierungen hauptsächlich eine gemeinsame lettische Kultur förderten, war die lettgallische Sprache als Amts- und Bildungssprache in Gebrauch.
In der Zeit der Sowjetunion wurde die lettgallische Kultur und Sprache unterdrückt, negiert und verboten, erst nach der erneuten Unabhängigkeit konnten sich diese wieder neu entfalten und mit ihnen eine lettgallische Identität.
Einige Lettgallen betrachten sich als eigenständige ethnische Gruppe, ebenso wie die katholische Minderheit der Suiti in Kurland. Die Mehrheit sieht sich jedoch als den Letten zugehörig. Genaue Zahlen darüber gibt es nicht, da die lettische Regierung die Lettgallen nicht als eigene Gruppe in ihren Volkszählungen aufführt.